# Optya koliber
Optya koliber är en insektsart som beskrevs av Irena Dworakowska 1974. Optya koliber ingår i släktet Optya och familjen dvärgstritar. Inga underarter finns listade i Catalogue of Life.